# Quipile
Quipile es un municipio colombiano del departamento de Cundinamarca, ubicado en la provincia del Tequendama; se encuentra a 88 kilómetros de Bogotá.

## Toponimia

### Origen lingüístico[3]
- Familia lingüística: Caribe
- Lengua: Panche

### Significado
Se dice que Quipile es una palabra de origen indígena, en cuya lengua significa fuerte y superior lugar. Como muchas otras lenguas, ésta fue exterminada sin siquiera dejar registros documentales para esbozar algún acercamiento a la conformación semántica de este nombre de lugar.

### Origen / Motivación
La palabra Quipile se tomó del nombre indígena con que se conocía el territorio habitado por los Panches, quienes originalmente le dieron el nombre de Quipili en honor al cacique de la comunidad, quien escogió el lugar como estratégico para la protección y posicionamiento de defensas contra los enemigos.

### Nombres históricos
- Quipili (siglo XV e inicios del siglo XVI)

## Historia
Los primeros asentamientos estuvieron habitados por indígenas pertenecientes la cultura Panche, quienes originalmente le dieron el nombre de Quipili en honor al cacique de la tribu, y habían escogido el lugar como medida de protección y posición de defensa contra el enemigo. No se tiene datos exactos de su fecha de su fundación, ni de su fundador, pero la tradición enseña que la fundación ocurrió alrededor del año de 1825 y señala a José María Lozano como su fundador.

### SigloXX
Hacia los años 1940 y 1945 Quipile sufre una gran tensión social debido a la lucha por la hegemonía política, generando hechos de La Violencia entre los tradicionales Liberal y Conservador, iniciándose de esta manera un proceso de decadencia debido al desplazamiento de los habitantes de la cabecera municipal y dando pie al surgimiento de los cuatro centros poblados que existen actualmente.
Después surge nuevamente un lento proceso de activación económica debido a la creación de pequeñas fábricas de jabones y gaseosa, entre otras, proceso éste que se extiende hasta el año 1957, aproximadamente. La construcción de vías de penetración bajo unas condiciones topográficas adversas desencadena una reactivación comercial.
En 1956 fueron encontrados en la Hacienda El Tesoro (propiedad de Anacleto Castañeda, en la margen izquierda de la quebrada La Laja, afluente del río Curí) de la vereda Limonal, los restos de un Megatherium. Dicha expedición estuvo a cargo del Hans Burgl (paleontólogo). Según datos tentativos, el fósil que se halló en la base de la tercera terraza es de 480.000 años; los restos fracturados de Megatherium y de Mastodonte tienen la misma edad correlativa; esta colección de historia se encuentra hoy en día en el Instituto Geológico Nacional, acompañado de un documento que relata todos los pormenores de dicha expedición.

## Geografía

### Descripción física
Quipile está ubicado a 88 km al occidente de Bogotá. El municipio se encuentra localizado sobre una cuchilla de la Cordillera Oriental, al occidente de Cundinamarca, situado a 4° 45` de latitud norte y 74° 32` de longitud al oeste del meridiano de Greenwich, en una extensión de 12.760 ha de las cuales 35.1 ha corresponden a los centros urbanos así: Quipile 13.24 ha, La Botica 2.36 ha, La Sierra 10.07 ha, La Virgen 6.79 ha y Santa Marta con 2.62 ha.
- Extensión área urbana: 0.35 km²
- Extensión área rural: 12.725 Has
- Temperatura media: 28 °C

### Límites del municipio
Quipile está delimitado por los siguientes municipios:
| Noroeste: San Juan de Rioseco (7,3 km) | Norte: Vianí (8 km), Bituima (12,54 km) | Nordeste: Anolaima (Río Curí 9,7 km) |
| Oeste: Pulí (12,54 km)                 |                                         | Este: Cachipay (Río Curí 9,15 km)    |
| Suroeste: Jerusalén (6,01 km)          | Sur: Anapoima (6,40 km)                 | Sureste: La Mesa (10,57 km)          |

## División Político-Administrativa
Además de su Cabecera municipal. Quipile tiene bajo su jurisdicción los centros poblados: 
- La Botica
- La Sierra
- La Virgen
- Santa Marta

## Ecología

### Bosques y vegetación nativa
En Quipile se estima que 357 Ha de 12.760 son de bosque natural y 610 has es bosque nativo más cultivos como del café y el plátano. Esta zona solamente representa el 2.8% y el 4.91% del total, respectivamente. 
La tendencia actual de la ecología en esta zona es crítica por los siguientes aspectos:
Las actividades agropecuarias aledañas estas áreas producen deterioro por el efecto de borde; la proporción de bosque con respecto al total es muy baja; la tala selectiva de maderables en estas zonas, ocasiona deterioro del ecosistema; la presión por ubicar zonas agrícolas provoca desmonte de la vegetación nativa; el raleo y la quema destruye áreas de difícil recuperación; la reforestación es natural y la artificial es escasa, y paulatinamente se suplanta especies nativas por exóticas; la relación bosque-cultivo en asociaciones tradicionales se está modificando, pues se aprovechan los maderables pero no se realiza nueva siembra forestal; a 30 años probablemente este ecosistema desaparecerá. El orden de desaparición posible es la pérdida de la asociación forestal con café o plátano para dar paso a la ganadería y cultivos especialmente de hortalizas o frutales o café y plátano solo o asociado.
Independientemente de que la Loma del Sinaí se encuentre protegida, la ronda de la Aguilita mantenga o aumente su zona boscosa, el deterioro por sustracción sin permiso de bosques y arbustos dispersos o en pequeñas manchas densas de bosque en las diferentes veredas se hará evidente, especialmente en los picos de los cerros y en las rondas de las quebradas.

## Economía
Quipile es un municipio agropecuario de tipo tradicional que basa su economía principalmente en los cultivos de café, caña y plátano; en el sentido estricto de la palabra no existe una actividad agroindustrial que genere productos con valores agregados o permita un empleo de tipo permanente, a excepción de la actividad panelera y la agrotransformación del café. Aunque la actividad tradicional tiene un menor impacto en el equilibrio de los sistemas, la visión existente no permite desarrollar una buena economía, pues este municipio adolece de una adecuada estructura vial y de transporte, lo que no permite una comercialización regional o nacional dinámica y de costo competitivo.

## Movilidad
- Estructura vial del área rural: El Municipio tiene construida una red de 274.60 kilómetros (aprox), de los cuales solo 4 Kilómetros están pavimentados y los 270.60 Kilómetros restantes en afirmado. Se tiene una red vial que en su mayoría se puede clasificar como una red de carácter local en la que el 100% de esta red se encuentra sin pavimentar y con normas mínimas de construcción vial.

- Estructura vial del área urbana: El Municipio de Quipile tiene un sistema vial en sus centros urbanos de 6.737 Kilómetros, distribuido según el Plan de Ordenamiento Territorial del municipio.

Quipile está conectada desde Bogotá por la Ruta Nacional 50A que es la Troncal del Occidente pasando por la provincia de Sabana Occidente hasta El Corzo en Facatativá y de ahí al occidente por Zipacón y Anolaima, una vez allá se conecta por vía terciaria hasta territorio quipileño pasando por el río Curí. Otra opción es con Soacha por la Avenida Indumil pasando por Bojacá (área rural), Tena y La Mesa al occidente y también por el río Apulo a la vía terciaria asciende al norte hasta el casco urbano quipileño y también desde Mosquera por la Perimetral de Occidente hasta Bojacá.

## Turismo
- La Ruta de la Miel (Ecoturismo & Abejas)
- Camino Real & Senderismo.
- Cascada Quebrada La Aguilita Vereda Sinaí Alto.
- Templo parroquial Santa Ana.
- Trapiches Paneleros.
- Pueblo Viejo (centro poblado La Virgen).
- Tradicional Fiesta de Los Santos Reyes Magos en la cabecera municipal y centro poblado Santa Marta con Encuentro Nacional de Danzas y Encuentro Departamental de Embajadoras del Folclor de Cundinamarca (enero).
- Tradicionales ferias y fiestas de San Pedro en el centro poblado La Virgen (junio-julio).
- Santuario de Nuestra Señora Salud de los Enfermos, en el centro poblado Santa Marta (15 de agosto).

## Símbolos

### Escudo
El blasón sigue la forma suiza conteniendo los colores de la bandera blanco, marrón y naranja, cuyo óvalo representa una quebrada como la riqueza hídrica del territorio. Rodeando a la derecha, la caña panelera y a la izquierda el cafeto representando las riquezas agrícolas. La corona dorada, al estilo francés con cada esmeralda representa a los poblados La Botica, La Sierra, Santa Marta y La Virgen, con el nombre del municipio, mientras en medio emerge una lanza que representa la lucha de los quipileños por su trabajo, en homenaje a los panches. Debajo, el lema Cielo del Tequendama en su forma centrada, calificativo que se le da al municipio, por su excelente ubicación geográfica.
Los soportes que le rodean son el de Colombia a la izquierda y el de Cundinamarca a la derecha.

### Himno
Letra y Música: Raúl Rosero Y Efraín Rojas G.
HIMNO A QUIPILE
CORO
A Quipile mi tierra adorada,
patria chica que me vio nacer,
es tu pueblo forjado en la lucha
de sus hijos cumpliendo el deber. (Bis)
I
José María Lozano y Lozano
te fundó en 1825,
y tu patrona Santa Ana en el cielo
te protege y bendice tu suelo.
II
En el aire se pasean los aromas
con perfume de caña y cafetales,
te acaricia la Aguilita con sus aguas
que sustentan las riquezas de tus lares. (Bis)
III
Los Quipileños honramos tu historia
proclamando tu ancestro de gloria,
y sin duda la vida ofrecemos
por la cuna que tanto queremos.
IV
Nuestra meta es trabajar por el progreso
con la luz de la paz en tus paisajes
que ilumine para siempre los rincones
como estrella prendida en los corazones. (Bis)

## Servicios públicos
- Energía Eléctrica: Enel es la empresa prestadora del servicio de energía eléctrica.
- Gas Natural: Alcanos de Colombia es la empresa distribuidora y comercializadora de gas natural en el municipio.